# Rupert Sheldrake
Alfred Rupert Sheldrake (Newark-on-Trent, 28 giugno 1942) è un biologo, biochimico, saggista e ricercatore britannico attivo nell'ambito della parapsicologia, noto soprattutto per la sua teoria pseudoscientifica della "risonanza morfica".

## Biografia
Sheldrake ha lavorato come biochimico all'Università di Cambridge, ha insegnato all'Università di Harvard, è stato ricercatore della Royal Society, e ha lavorato come fisiologo delle piante all'International Crops Research Institute for the Semi-Arid Tropics in India.
L'autore ha proposto una teoria sulla risonanza morfica che suppone che la memoria sia intrinseca alla natura e che i sistemi naturali abbiano una memoria collettiva che deriva da "tutte le cose precedenti del loro genere". Tale memoria sarebbe anche alla base di interconnessioni fra gli organismi simili alla telepatia. Questa teoria è stata rifiutata dalla comunità scientifica come pseudoscienza, per mancanze di prove scientifiche sufficienti e per le sue incongruenze con quanto scoperto nei campi della genetica, dell'embriologia, delle neuroscienze e della biochimica.
In aggiunta ai lavori sulla sua teoria della risonanza morfica, altri studi di Sheldrake riguardano altre teorie del paranormale come la premonizione, la telepatia e la scopaesthesia (ossia la sensazione di essere osservati). È stato descritto spesso come un autore New Age.

## Teoria dellaRisonanza morfica
Sheldrake ha introdotto il concetto di risonanza morfica (morphic resonance) o campo morfico (morphic field) a partire dalla teoria dei campi morfogenetici (sviluppata fin dagli anni '20), per tentare di spiegare alcuni fenomeni nel campo della teoria della ereditarietà, ipotizzando in particolare come le forme, i comportamenti e le strutture presenti in natura si ripetano e si trasmettano nel tempo e nello spazio non solo tramite la genetica o l'ambiente, ma anche per mezzo di una sorta di memoria collettiva insita nella natura stessa, la quale connetterebbe ogni sistema vivente ai suoi predecessori della stessa specie o tipo, o ad altri individui separati geograficamente.
La teoria proposta da Sheldrake si basa sull’idea che i geni non contengano tutte le istruzioni per la formazione delle forme biologiche, ma che agiscano come “sintonizzatori” di campi morfici. Studi sulle mutazioni omeotiche in Drosophila mostrano ad esempio che la modifica di un singolo gene può trasformare una parte del corpo in un'altra (es. antenne in zampe o comparsa di quattro ali). Secondo Sheldrake, questi geni alterano la “sintonizzazione” del tessuto embrionale, facendo sì che si colleghi a un campo morfico diverso, generando così strutture anomale.
Tale visione implica una revisione dell'evoluzione: non tutta l’ereditarietà è genetica. Con la teoria della risonanza morfica, si riaprirebbe la possibilità dell’eredità dei caratteri acquisiti, un’idea esclusa dalla biologia ufficiale. I comportamenti appresi o le forme sviluppate da un organismo possono essere trasmessi ad altri per risonanza, anche senza discendenza diretta.

### Comportamenti collettivi e apprendimento negli animali
Il principio della risonanza morfica si applica anche al comportamento. Se dei ratti imparano un nuovo trucco in California, altri ratti nel mondo potrebbero apprenderlo più rapidamente, senza discendenza genetica diretta, semplicemente sintonizzandosi sulla memoria collettiva della specie. Tra gli esempi osservati, un esperimento durato 50 anni (Harvard, Scozia, Australia), nel quale i ratti imparavano sempre più velocemente, in diverse località e senza legami di parentela, o uno nel quale le cinciallegre blu in Gran Bretagna impararono a forare i tappi delle bottiglie di latte per bere la panna. Questo comportamento emerse spontaneamente in luoghi distanti, pur con spostamenti minimi degli uccelli. Dopo una interruzione forzata (occupazione tedesca in Olanda), l'abitudine riapparve subito nel 1948 anche se gli uccelli originari erano morti. Secondo Sheldrake, questi dati suggeriscono che il comportamento appreso può essere trasmesso in modo non genetico attraverso campi morfici, come una memoria collettiva accessibile dalla specie.
Per chiarire la distinzione tra genetica e campi morfici, Sheldrake propone una metafora. Immagina un televisore: vedere immagini sullo schermo potrebbe portare a pensare che esse provengano dall’interno dell’apparecchio. Anche se si smonta il televisore, non si trovano le “persone” dentro. Una teoria materialista potrebbe sostenere che le immagini siano generate da complesse interazioni interne, ma in realtà provengono da segnali esterni invisibili. Allo stesso modo, secondo Sheldrake la forma e il comportamento di un organismo non dipendono solo dai meccanismi interni (DNA), ma anche da interazioni con campi esterni: i campi morfici, che agiscono come modelli organizzatori, proprio come un segnale televisivo viene captato dal ricevitore.
In sintesi, la tesi di Sheldrake è che l'ereditarietà ha due componenti:
- Genetica: trasmissione delle informazioni proteiche tramite DNA.
- Morfica: trasmissione non genetica della forma e del comportamento, tramite campi dotati di memoria collettiva.

Questo approccio mira a superare i limiti della cosiddetta biologia meccanicista, introducendo una nuova visione della vita che integri forma, memoria e connessione non-locale tra gli esseri viventi.

## Opere
- (EN) Rupert Sheldrake, A New Science of Life: the hypothesis of formative causation, Los Angeles, J.P. Tarcher, 1981, ISBN 978-0874772210.
  - (EN) Rupert Sheldrake, A New Science of Life: the hypothesis of formative causation, 2ª ed., Los Angeles, J.P. Tarcher, 1985, ISBN 978-0856341984.
  - (EN) Rupert Sheldrake, A New Science of Life: the hypothesis of formative causation, 3ª ed., Londra, Icon Books, 2009, ISBN 978-1848310421.
- (EN) Rupert Sheldrake, The Presence of the Past: morphic resonance and the habits of nature, New York, Times Books, 1988, ISBN 0-8129-1666-2.
  -  Rupert Sheldrake, La presenza del passato, Spigno Saturnia, Crisalide, 1988, ISBN 978-88-7183-197-8.
- (EN) Rupert Sheldrake, The Rebirth of Nature: The greening of science and God, New York, Bantam Books, 1991, ISBN 0-553-07105-X.
- (EN) Rupert Sheldrake, Ralph Abraham e Terence McKenna, Trialogues at the Edge of the West: chaos, creativity, and the resacralisation of the world, Santa Fe, Bear & Co., 1992, ISBN 0-939680-97-1.
  -  Rupert Sheldrake, La rinascita della natura, Milano, Corbaccio, 1994, ISBN 8879720694.
- (EN) Rupert Sheldrake, Seven Experiments That Could Change the World, New York, Riverhead Books, 1995, ISBN 1-57322-014-0.
  -  Rupert Sheldrake, Sette esperimenti per cambiare il mondo, Roma, Castelvecchi, 2013, ISBN 978-88-7615-882-7.
- (EN) Rupert Sheldrake e Matthew Fox, Natural Grace: dialogues on creation, darkness, and the soul in spirituality and science, New York, Doubleday, 1996, ISBN 0-385-48356-2.
- (EN) Rupert Sheldrake e Matthew Fox, The Physics of Angels: exploring the realm where science and spirit meet, San Francisco, HarperSanFrancisco, 1996, ISBN 0-06-062864-2.
  -  Rupert Sheldrake e Matthew Fox, La fisica degli angeli, Roma, Tlon, 2016.
- (EN) Rupert Sheldrake, Ralph Abraham e Terence McKenna, The Evolutionary Mind: trialogues at the edge of the unthinkable, Santa Cruz (California), Dakota Books, 1997, ISBN 0-9632861-1-0.
  -  Rupert Sheldrake, Ralph Abraham e Terence McKenna, La mente evolutiva. Conversazioni su scienza, immaginazione e spirito, Roma, Tlon, 2017.
- (EN) Rupert Sheldrake, Dogs that Know When Their Owners are Coming Home: and other unexplained powers of animals, New York, Three Rivers Press, 1999, ISBN 978-0609805336.
  - (EN) Rupert Sheldrake, Dogs that Know When Their Owners are Coming Home: and other unexplained powers of animals, 2ª ed., New York, Crown Publishers, 2011, ISBN 978-0-307-88596-8.
- (EN) Rupert Sheldrake, Ralph Abraham e Terence McKenna, Chaos, Creativity and Cosmic Consciousness, Rochester (Vermont), Park Street Press, 2001, ISBN 0-89281-977-4.
- (EN) Rupert Sheldrake, The Sense of Being Stared At: and other aspects of the extended mind, New York, Crown Publishers, 2003, ISBN 0-609-60807-X.
  -  Rupert Sheldrake, La Mente Estesa. Il senso di sentirsi osservati e altri poteri inspiegati della mente umana, Urra, 2006, ISBN 978-88-5032-462-0.
- (EN) Rupert Sheldrake, Ralph Abraham e Terence McKenna, The Evolutionary Mind: Conversations on Science, Imagination & Spirit, Rhinebeck (New York), Monkfish Book Pub. Co., 2005, ISBN 0-9749359-7-2.
- (EN) Rupert Sheldrake, The Science Delusion: Freeing the spirit of enquiry, Londra, Coronet, 2012, ISBN 978-1-4447-2795-1.
  -  Rupert Sheldrake, Le illusioni della Scienza, Urra, 2013.
- (EN) Rupert Sheldrake e Kate Banks, Boy's Best Friend, New York, Farrar, Straus and Giroux, 2015, ISBN 978-0374380083.
- (EN) Rupert Sheldrake e Michael Shermer, Arguing Science: A Dialogue on the Future of Science and Spirit, Rhinebeck (New York), Farrar, Monkfish Books, 2016, ISBN 978-1-939681-57-7.
- (EN) Rupert Sheldrake, Science and Spiritual Practices, Londra, Coronet, 2017, ISBN 978-1-444-72792-0.
- (EN) Rupert Sheldrake, Ways To Go Beyond, And Why They Work: Seven Spiritual Practices in a Scientific Age, Londra, Coronet, 2019, ISBN 978-1-473-63007-9.